# 菊地洋一
菊地 洋一（1941年—），生於日本岩手縣釜石市，技術人員，反核運動者，推動退出核電。

## 生平
1961年，於日本短期大學畢業後，以建築顧問的身分進行了許多建築設計的技術合作。
從1973年3月，至1980年6月，在通用電氣核能部門東京分公司工作，曾參與日本東海第二核電廠與福島第一核電廠6號機組建設相關的工程管理。1980年從通用電氣公司辭職，1981年後在阿布達比，從事與石油開採相關建設的設計及施工管理。
1989年，基於福島第二核電廠第3號發電機再環循設施發生故障事故後，自50歲開始決意將畢生投入反核運動。為了參與因東海地震而反對繼續使用浜岡核電廠的活動，於2002年10月至2003年9月居住於靜岡縣函南町。
2013年，曾應反核活動「五六運動」邀請來到台灣參加，他說"台灣核電廠最令人擔憂的是地震問題，台電太過自滿，光核四的反應爐規模就比日本福島核電廠要大，若發生大地震，全台根本就無法住人。"對此，台電已於官方網站上做出澄清與說明。
菊地洋一以個人的身分表示，台灣的核電廠若要打分數，滿分1百分，應該只能得3分。
現在，為了阻止九州電力公司的核電新設計計畫推行居住於宮崎縣串間市。擔任鹿兒島大學理科部的特別講師，教授「地球環境能源論」。